# Toll (íróeszköz)
A toll olyan íróeszköz, amely a tintának az írófelületre (leggyakrabban papírra) való felhordására alkalmas írás vagy rajzolás útján. A történelem során az emberek nádból, ill. madártollból készült íróeszközöket használtak: íráskor a tollhegyet tintába mártogatták. A toll ma is használatban lévő típusai közé tartozik a golyóstoll, a töltőtoll, a filctoll és a rollertoll.

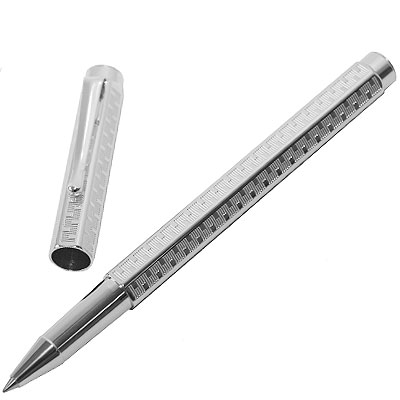
Egy luxus toll (Caran d'Ache)

## A tolltípusok

### Jelenlegi típusok

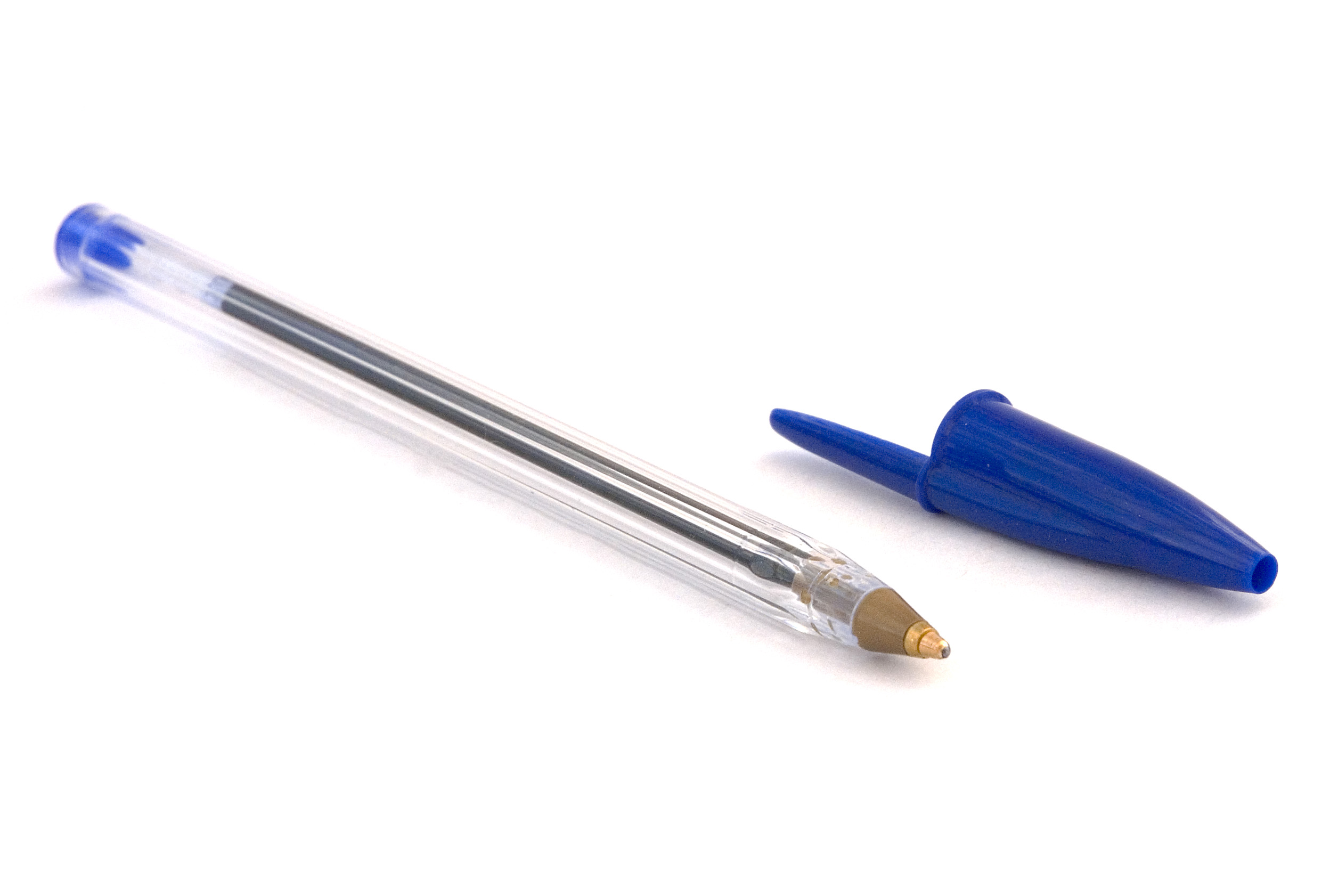
Egy olcsó golyóstoll

- golyóstoll – a viszkózus, olaj alapú tintát egy 0,7-1,2 mm átmerőjű, acélból, sárgarézből vagy volfrám-karbidból készült golyó segítségével juttatjuk a papírra. A tinta szinte azonnal megszárad az írófelülettel való érintkezéskor. A golyóstoll megbízható és olcsó. A töltőtollat felváltva lett az átlagember leggyakoribb íróeszköze.
- töltőtoll – víz alapú, folyékony tintát használ. A tinta a toll belsejében található tartályból az adagolón keresztül a tollhegyre jut, köszönhetően a gravitációnak és a kapilláris nyomásnak. A tollhegynek nincsenek mozgó részei, a tinta egy keskeny résen keresztül jut az írófelületre. A töltőtoll tintapatronja általában újratölthető, kicserélhető vagy eldobható. Az újratölthető változatok általában rendelkeznek olyan mechanizmussal, amely segítségével a toll tölthető a tollhegyen keresztül vagy pipetta segítségével.
- filctoll – porózus, rostos anyagból készült a hegye. A legvékonyabb hegyűek filctollak írásra alkalmasak, a közepes vastagságúak festésre és rajzolásra, a legvastagabbak pedig alkalmasak a papíron kívül egyéb felületekre való írásra is (pl. hullámkarton dobozok, kerámiatábla). Az átlátszó, élénk színű tintával töltött, széles hegyű filctollak használhatók ún. szövegkiemelőként. A kerámiatáblán használatos filctollak tintája, miután felvittük az írófelületre, általában eltávolítható (letörölhető).
- rollertoll – víz alapú tintát, ill. zselés tintát tartalmaz. A golyóstoll és a töltőtoll tulajdonságait ötvözi egyetlen típusban. Többféle színben kapható, a fémes árnyalatútól a csillogóson-villogóson keresztül a foszforeszkálóig.

### Történelmi típusok
- lúdtoll – főleg a középkorban és az újkor elején volt használatos. A lúdtollat a tintatartóba mártogatták, majd a tintát felvitték a pergamenre, később a papírra.
- nádtoll – alapanyaga nád vagy bambusz, működési elve a lúdtolléhoz hasonló. Manapság már ritkán használják, főleg Indiában és Pakisztánban.
- acélírótoll – fém tollhegyben végződik, melyből a tinta a töltőtolléhoz hasonló módon kerül a papírra. Általában nincs belső tartálya a tinta tárolására, írás közben folyamatosan töltendő. Az ilyen tollnak van néhány előnye a töltőtollal szemben: sokkal többféle tintával dolgozhat, amelyek használata a töltőtollnál korróziót, ill. meghibásodást okozna. Az acélírótollat manapság leginkább különféle illusztrációk és képregények készítésekor és a kalligráfiában használják.

## A toll története
Az ókori egyiptomiak fejlesztették ki a papirusztekercsekre való írást, miközben íróeszközként nádból, kákából és gyékényből készült tollakat használtak. Steven Roger Fischer Az írás története című könyve szerint a szakkarai ásatások során feltárt leletek arról tanúskodnak, hogy már Kr. e. 3000-től az egyiptomiak pergament és nádtollat használtak az íráshoz. A nádból készült tollakat még a középkorban is gyakran használták, szerepét azonban a 7. századtól kezdve fokozatosan átvette a lúdtoll. Az általában, ma már bambuszból készült nádtollakkal Pakisztán egyes részein még mindig használatosak.
A lúdtollat elsőként a júdeai Kumránban használták a héber nyelvű Holt-tengeri tekercsek írásakor Kr. e. 100 körül. A Római Birodalom bukása után az európaiak számára bonyolulttá vált a tollkészítéshez megfelelő nád beszerzése, ezért kezdtek lúdtollat használni. Sevillai Szent Izidor írásaiból is következtethetünk a lúdtoll használatának elterjedésére. A lúdtoll a 18. században még mindig a legfontosabb íróeszköznek számított.
Az első fémből (rézből) készült tollhegy az i. sz. 79-ben vulkánkitörés során elpusztult Pompeji városának romjai közül került elő. Samuel Pepys 1663. augusztusi naplójában szintén utal egy fémből készült toll alkalmazásának lehetőségére. Újonnan feltalált fémtollakat említ a The Times 1792-es száma is. A fémből készült tollat végül 1803-ban szabadalmaztatták, de ipari termelése a manufaktúrákban - köszönhetően Bryan Donkinnak - csak 1811-ben kezdődött meg Angliában. A fémtollak és tollhegyek minősége fokozatosan egyre jobb lett, és használatuk széles körben elterjedt.

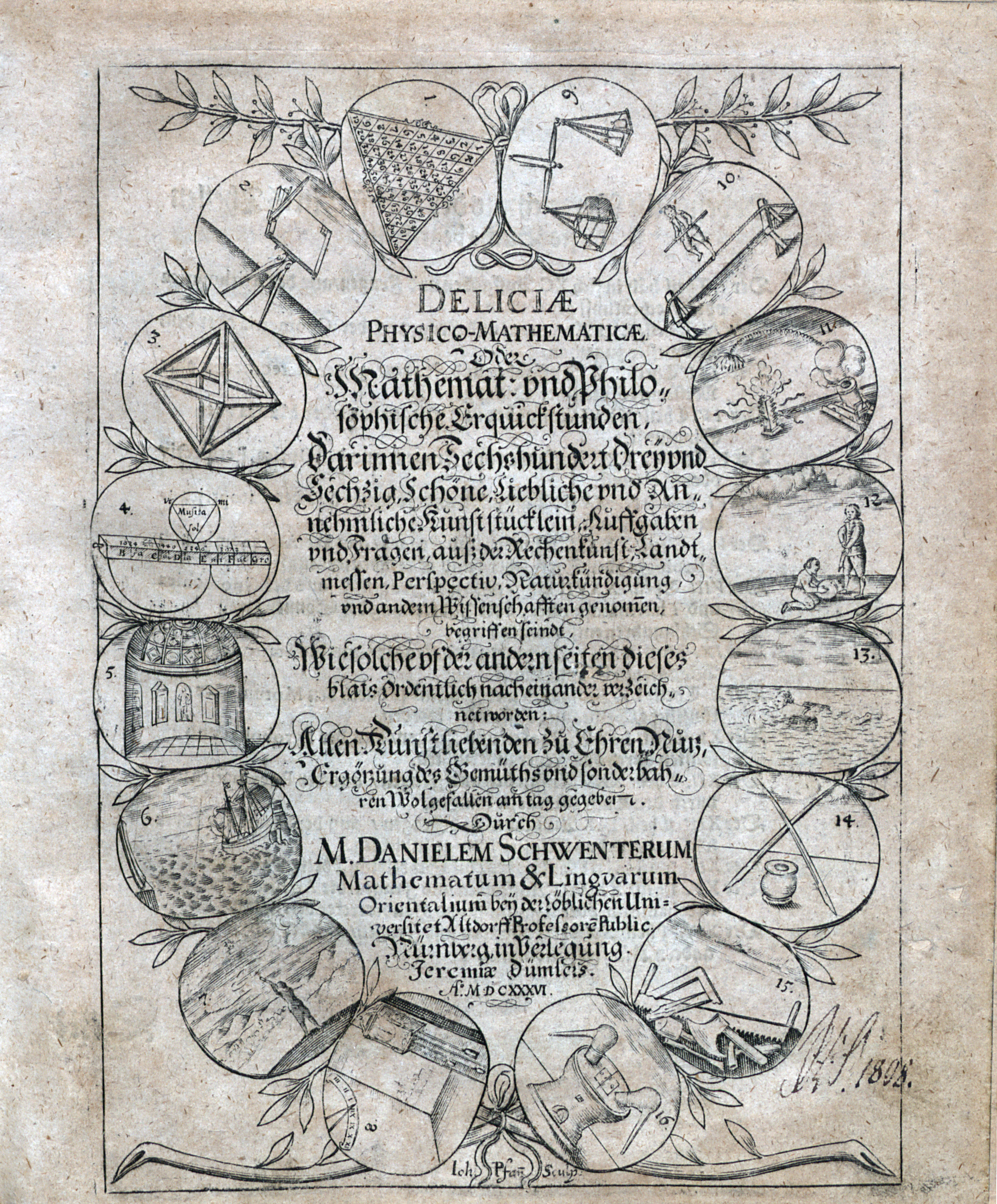
Deliciae physico-mathematicae, 1636

Az első olyan toll, amely a tintát már a belsejében található tartályban tárolta, az i. sz. 10. században volt használatos, Egyiptom akkori kalifájának az udvarában. A toll minden valószínűség szerint egyfajta töltőtoll volt, felépítését illetően azonban nem maradtak fenn utalások. A második, tartállyal rendelkező tollal kapcsolatos történelmi említés 1636-ból származik Daniel Schwenternek, a német feltalálónak a Deliciae Physico-Mathematicae című munkájából. Találmánya két lúdtollból készült, amelyeket egymásba csúsztatott, és közülük a belső tartályként funkcionált. Angliában 1809-ben Barthalomew Folsché lett a tintatartállyal rendelkező toll szabadalma.
A töltőtoll ma ismert formáját egy párizsi diák, Petrache Poenaru találta fel 1827-ben. A francia töltőtollipar később, az 1850-es években virágzott.
1938-ban Bíró László, magyar újságíró feltalált egy olyan íróeszközt, amelyben a tollhegy végén egy apró golyó forgott szabadon és vitte fel a toll belsejében tárolt tintát a papírra. Ez az íróeszköz a golyóstoll volt. Találmányát Bíró 1938. június 15-én szabadalmaztatta. 1940-ben a zsidótörvények elől Argentínába menekült, ahol megalapította első, golyóstollak gyártására szakosodott cégét. A golyóstollak már 1943-ban forgalomba kerültek. Az első radírozható golyóstollak 1979-ben jelentek meg.
Slavoljub Eduard Penkala, a lengyel és holland gyökerekkel rendelkező osztrák–magyar mérnök, továbbfejlesztette a mechanikus ceruzát; az ő nevéhez fűződik az első szilárd halmazállapotú tintát tartalmazó töltőtoll is. Az általa alapított zágrábi ceruzagyár még ma is működik.
A filctollat az 1960-as években a japán Yukijo Horie találta fel. A filctollhoz hasonló szövegkiemelő csak az utóbbi években vált népszerűvé.
A rollertoll (vagy zselés toll) az 1970-es években jelent meg. Szerkezetét tekintve tartalmaz egy mozgatható golyót, belsejét pedig folyékony tinta tölti ki.
Habár a személyi számítógép és a billentyűzet használata egyre inkább teret nyert mindennapi életünkben, a toll még mindig a hétköznapok legfontosabb íróeszköze maradt.

## Fordítás
- Ez a szócikk részben vagy egészben a Pen című angol Wikipédia-szócikk ezen változatának fordításán alapul.  Az eredeti cikk szerkesztőit annak laptörténete sorolja fel. Ez a jelzés csupán a megfogalmazás eredetét és a szerzői jogokat jelzi, nem szolgál a cikkben szereplő információk forrásmegjelöléseként.